# Mariana Seoane
Mariana Seoane (Michoacán, 1976. június 10. –) mexikói színésznő, énekesnő és modell.

## Élete és pályafutása
1976. június 10-én született Mexikóvárosban. Édesanyja, Stella García argentin, édesapja, José Seoane mexikói származású. Testvére Ximena Seoane. 
Karrierjét 1995-ben kezdte a Retrato de familia című telenovellában. 1999-ben főszerepet kapott az Amor gitano-ban. Számos telenovellában szerepelt (Rebeca, Lety, a csúnya lány, Tormenta en el Paraíso, Mindörökké szerelem, A szerelem tengere).

## Filmográfia
- Tierra de esperanza (2023) - Bernarda Rangel
- La suerte de Loli (2021) - Melissa Quintero
- Preso No. 1 (2019) - Pía Bolaños
- The Inmate (2018) - Roxana Castañeda
- El Señor de los Cielos (2017) - Mabel Castaño / Ninón De La Ville
- El Chema (2016–2017) - Mabel Castaño
- Hasta el fin del Mundo (2014) - Silvana Blanco Cabrera
- La tempestad (A vihar) (2013) - Úrsula Mata
- Por Ella Soy Eva (2012) - Rebecca Oropeza
- Mar de Amor (A szerelem tengere) (2009–2010) - Oriana Parra-Ibáñez Briceño
- Mañana es para siempre (Mindörökké szerelem) (2008–2009) - Chelsy
- Tormenta en el Paraíso (2007–2008) - Maura Durán / Karina Rosemberg
- La Fea más bella (Lety, a csúnya lány) (2006–2007) - Karla Santibáñez / Önmaga
- Rebeca (2003) - Rebeca Linares
- Diseñador ambos sexos (2001)
- Atrévete a olvidarme (2001) - Ernestina Soto
- Amor gitano (1999) - Adriana
- Tres mujeres (1999)- Marcela Durán
- Mi pequeña traviesa (1998) - Bárbara
- Los Hijos de nadie (1996) - Sandra
- Canción de amor (1996) - Roxanna
- Retrato de familia (1995–1996) - Aracely

## Diszkográfia
- Seré una niña buena - 2004
- La niña buena - 2005
- Con sabor a... Mariana - 2006
- Mariana esta de fiesta... Atrevete!!! - 2007
- Que No Me Faltes Tú y Muchos Exitos Más (Linea De Oro) - 2007
- La Malquerida - 2012

## Díjak és jelölések
TVyNovelas-díj
| Év   | Kategória               | Cím              | Eredmény |
| ---- | ----------------------- | ---------------- | -------- |
| 2000 | Legjobb női felfedezett | Amor gitano      | Jelölés  |
| 2013 | Legjobb női főgonosz    | Por ella soy Eva | Jelölés  |

People en Español-díj
| Év   | Kategória            | Cím              | Eredmény |
| ---- | -------------------- | ---------------- | -------- |
| 2012 | Legjobb női főgonosz | Por ella soy Eva | Jelölés  |